# Champagnac-le-Vieux
Champagnac-le-Vieux – miejscowość i gmina we Francji, w regionie Owernia-Rodan-Alpy, w departamencie Górna Loara.
Według danych na rok 1990 gminę zamieszkiwało 301 osób, a gęstość zaludnienia wynosiła 15 osób/km² (wśród 1310 gmin Owernii Champagnac-le-Vieux plasuje się na 554. miejscu pod względem liczby ludności, natomiast pod względem powierzchni na miejscu 449.).

## Bibliografia

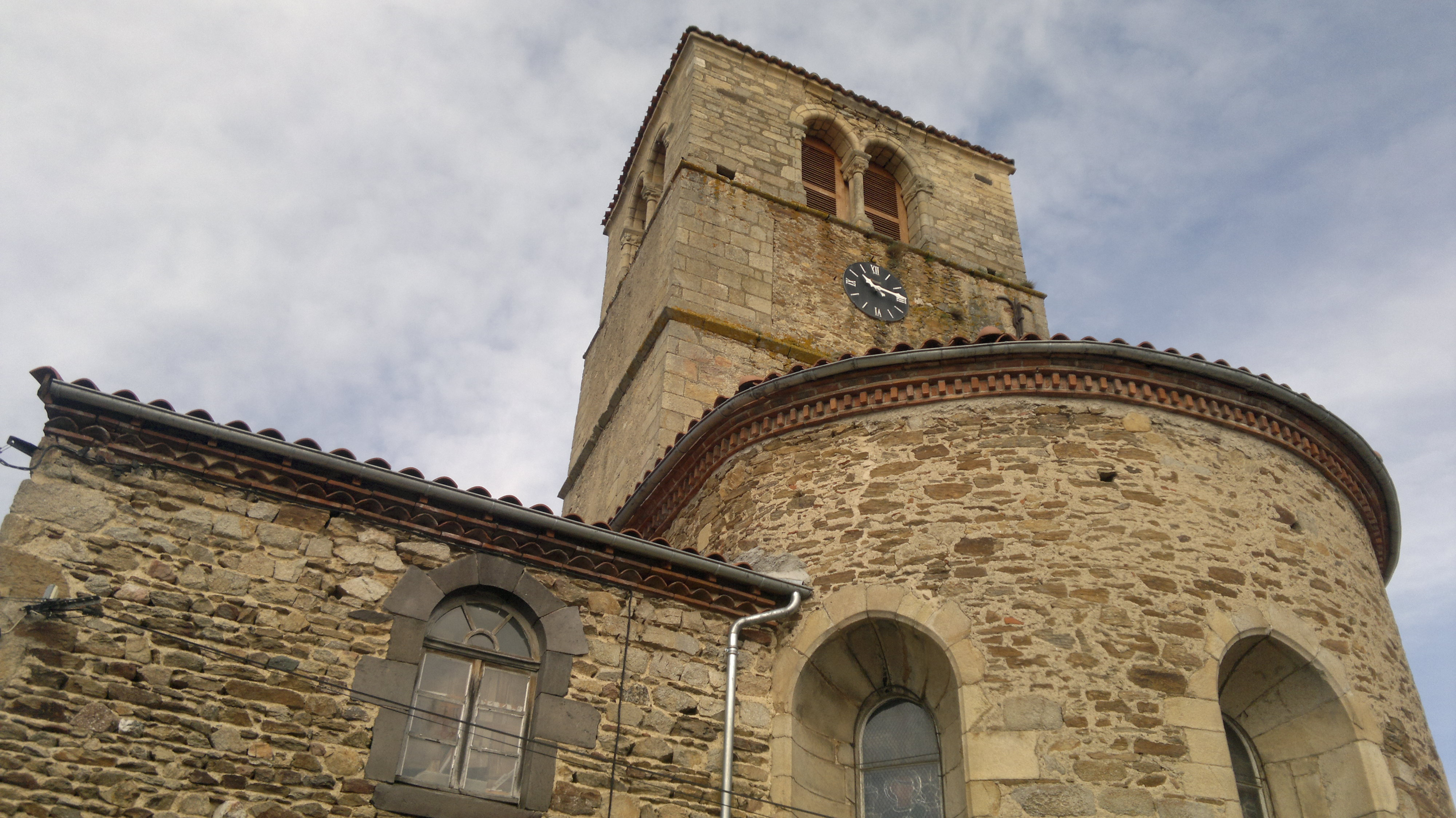
Saint-Pierre (Champagnac-le-Vieux)